# Ambar avec kotobanja situé 15 rue Savska à Kupinovo
L'ambar avec kotobanja situé 15 rue Savska à Kupinovo (en serbe cyrillique : Амбар са котобањом, Савска 15 у Купинову ; en serbe latin : Ambar sa kotobanjom, Savska 15 u Kupinovu) se trouve à Kupinovo, dans la province de Voïvodine, dans le district de Syrmie et dans la municipalité de Pećinci, en Serbie. Il est inscrit sur la liste des monuments culturels de grande importance de la république de Serbie (identifiant no SK 1267).

## Présentation
L'ambar (grenier) avec sa kotobanja (sorte de séchoir à maïs), situé 15 rue Savska, a été construit en 1915, ce qui en fait un des bâtiments de son genre les plus tardifs en Syrmie. Il a été réalisé par le maître d'œuvre Paja Čarapić de Kupinovo.
L'ambar est constitué de briques enduites de plâtre polychrome, c'est-à-dire jaune, violet, vert et rouge, ainsi qu'en témoignent des traces de peintures presque effacées ; le plâtrage joue sur des parties plates et d'autres en relief qui imitent le bois des anciens ambars. Le pignon du toit donnant sur la rue, très simple, forme un triangle, avec des vestiges de peintures représentant des feuilles stylisées.
La kotobanja, quant à elle, est construite en bois et est dotée d'un porche-galerie dont les piliers sont richement ornés.
L'ambar et la kotobanja ont été construits à un moment où la production de maïs augmente fortement tout en perdant de son importance dans l'alimentation humaine et où elle relève progressivement d'une véritable industrie agricole.